# أوريليو دي لورينتيس
أوريليو دي لورينتيس (بالإيطالية: Aurelio De Laurentiis) (مواليد 24،مايو،1949) منتج أفلام سينمائية ورئيس نادي نابولي الإيطالي لكرة القدم.
وهو ابن أخ دينو دي لورينتس الذي قام بإخراج فيلم جيش الظلام (Army of Darkness) والتنين الأحمر (Red Dragon).

## قائمة أفلامة
- La mazzetta (1978)
- Amici miei, Atto 2 (1982)
- Vacanze di Natale (1983)
- Maccheroni (1985)
- Yuppies, i giovani di successo (1986)
- Codice privato (1988)
- Leviathan (1989)
- Vacanze di Natale '91 (1991)
- Where the Night Begins (1991)
- Huevos de Oro' (1993)
- Dichiarazioni- (1994)
- L'amico d'infanzia  (1994)
- Men, Men, Men (1995)
- S.P.Q.R. 2.000 e 1/2 anni fa (1995)
- I buchi neri (1995)
- Silenzio si nasce (1996)
- Festival (1996)
- L'arcano incantatore (1996)
- A spasso nel tempo (1996)
- Vacanze di Natale '95 (1996)
- Il testimone dello sposo (1997)
- Incontri proibiti (1998)
- Matrimoni (1998)
- Coppia omicida (1998)
- Il cielo in una stanza (1999)
- Tifosi (1999)
- Paparazzi (1999)
- Vacanze di Natale 2000 (2000)
- Natale sul Nilo (2002)
- كابتن السماء وعالم الغد (2004)
- Christmas in Love (2004)
- Che ne sarà di noi (2004)
- Christmas in Miami (2005)
- Manuale d'amore (2005)
- My Best Enemy (2006)
- Christmas in NYC (2006)
- Natale In Crociera (2007)
- Christmas in Rio (2008)
- Christmas in Beverly Hills (2009)

## روابط خارجية
- أوريليو دي لورينتيس على موقع IMDb (الإنجليزية)
- أوريليو دي لورينتيس على موقع ميتاكريتيك (الإنجليزية)
- أوريليو دي لورينتيس على موقع روتن توميتوز (الإنجليزية)
- أوريليو دي لورينتيس على موقع ألو سيني (الفرنسية)
- أوريليو دي لورينتيس على موقع أول موفي (الإنجليزية)
- أوريليو دي لورينتيس على موقع قاعدة بيانات الأفلام السويدية (السويدية)
- أوريليو دي لورينتيس على موقع قاعدة بيانات الفيلم (الإنجليزية)
- أوريليو دي لورينتيس على موقع كينوبويسك (الروسية)